# 柯有倫
柯 有倫（コー・ヨウルン、アラン・コー、Alan Kuo、1981年1月22日 - ）は、台湾の歌手、俳優。

## プロフィール
- 本名 - 柯 有倫（コー・ヨウルン）
- 出身 - 台湾
- 血液型 - B型
- 身長 - 176cm
- 体重 - 63kg

## 来歴
父親は台湾の名優・柯受良（ブラッキー・コー）。父親の影響もあり1986年より子役としてデビューしていたが、2005年より歌手として本格的に活動を始める。
2007年に芸名を本名の柯有倫から柯有綸に改名した。
2010年、2007年から使用していた柯有綸を本名の柯有倫に戻した。

## 音楽活動

### アルバム
- Alan Kuo 2005年12月21日　日本版発売
- Welcome To My World 2007年9月19日　日本版発売

## 出演作品

### ドラマ
- Y2K+01（※香港のテレビドラマ） （2001年）- 柯仔 役
- 極速青春（中国語版）（極速青春） （2002年）- 裕司（ユース） 役
- 美味関係〜おいしい関係〜（美味關係）（原作：槇村さとる『おいしい関係』） （2007年）- 木村大地（何馬揚）役
- 君につづく道（這裡發現愛） （2007年-2008年）- 秉純 役
- 終極三國（中国語版）（2009年）- 諸葛亮 役
- 借り恋（中国語版）（2012年）- 丁勝華 役
- 美味的想念（2013年）- 男友B(Alan) 役
- 媽,親一下（2013年）- 柯景勝 役
- 鋼鐵之心（2015年）- 楊可志 役
- 滾石愛情故事-終結孤單（2016年）- 任兆恩 役
- 必勝練習生（2016年）- 宋重基 役
- お仕事です!〜The Arc of Life〜（她們創業的那些鳥事）（2021年）- 江武樹 役

### 映画
- 八喜臨門（1986年） - 小泰龍 役
- 飛龍伝説オメガクエスト（衛斯理傳奇）（1987年） - 小活佛 役
- 阿飛（2006年） - 阿飛 役
- 愛到底（2009年） - Lens 役
- 夢の向こう側 ROAD LESS TRAVELED（楽之路）（2011年）
- 陣頭（2012年） - 阿泰 役
- 熱血街頭（2012年） - 樊星 役
- 天台（2012年） - 黑輪 役
- 聽見下雨的聲音（2012年） - 阿倫 役
- スリングショット（叱咤風雲）（2021年）